# Indywidualne Mistrzostwa Wielkiej Brytanii na Żużlu 1976
Indywidualne mistrzostwa Wielkiej Brytanii na żużlu – cykl turniejów żużlowych mających wyłonić najlepszych żużlowców brytyjskich w 1976 roku. Tytuł wywalczył Malcolm Simmons z Poole Pirates. 

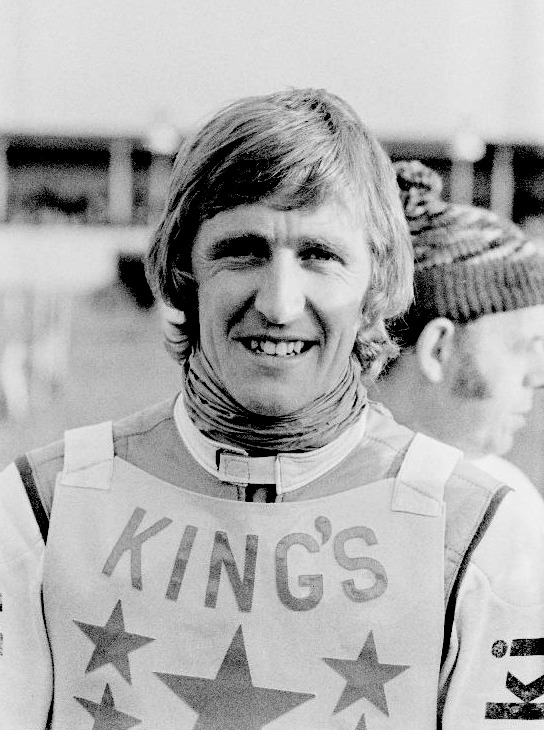
Malcolm Simmons - mistrz Wielkiej Brytanii 1976

## Wyniki

### Półfinał pierwszy
- 18 maja 1976 r. (wtorek),  Leicester

| Msc. | Zawodnik        | Klub              | Pkt |  |  |
| ---- | --------------- | ----------------- | --- |  |  |
| 1    | Malcolm Simmons | Poole Pirates     | 15  |  |  |
| 2    | Bob Kilby       | Oxford Cheetahs   | 13  |  |  |
| 3    | John Louis      | Ipswich Witches   | 13  |  |  |
| 4    | Dave Jessup     |                   | 12  |  |  |
| 5    | John Davis      | Oxford Cheetahs   | 11  |  |  |
| 6    | Reg Wilson      | Sheffield Tigers  | 9   |  |  |
| 7    | Chris Morton    | Belle Vue Aces    | 9   |  |  |
| 8    | George Hunter   |                   | 8   |  |  |
| 9    | Gordon Kennett  |                   | 7   |  |  |
| 10   | Tom Owen        |                   | 6   |  |  |
| 11   | Arthur Price    |                   | 5   |  |  |
| 12   | Richard Greer   | White City Rebels | 5   |  |  |
| 13   | Tony Davey      |                   | 4   |  |  |
| 14   | Alan Molyneux   |                   | 3   |  |  |
| 15   | Paul Tyer       |                   | 1   |  |  |
| 16   | Kelvin Holden   |                   | 0   |  |  |

Awans: 8 do finału

### Półfinał drugi
- 18 maja 1976 r. (wtorek),  Londyn - White City

| Msc. | Zawodnik         | Klub              | Pkt |  |  |
| ---- | ---------------- | ----------------- | --- |  |  |
| 1    | Peter Collins    | Belle Vue Aces    | 15  |  |  |
| 2    | Jim McMillan     |                   | 14  |  |  |
| 3    | Doug Wyer        | Sheffield Tigers  | 12  |  |  |
| 4    | Mike Lanham      |                   | 11  |  |  |
| 5    | Dave Morton      | Hackney Hawks     | 10  |  |  |
| 6    | Ray Wilson       | Leicester Lions   | 10  |  |  |
| 7    | Terry Betts      | King’s Lynn Stars | 9   |  |  |
| 8    | Chris Pusey      |                   | 9   |  |  |
| 9    | Michael Lee      | King’s Lynn Stars | 8   |  |  |
| 10   | Steve Weatherley | White City Rebels | 7   |  |  |
| 11   | Frank Auffret    |                   | 5   |  |  |
| 12   | Arthur Browning  |                   | 4   |  |  |
| 13   | Dave Perks       |                   | 3   |  |  |
| 14   | Carl Glover      |                   | 2   |  |  |
| 15   | Geoff Pusey      |                   | 1   |  |  |
| 16   | Steve Lomas      |                   | 0   |  |  |

Awans: 8 do finału

### Finał
- 2 czerwca 1976 r. (środa),  Coventry

| Msc. | Zawodnik         | Klub              | Pkt   |             |  |
| ---- | ---------------- | ----------------- | ----- | ----------- |  |
| 1    | Malcolm Simmons  | Poole Pirates     | 15    | (3,3,3,3,3) |  |
| 2    | Chris Morton     | Belle Vue Aces    | 13 +3 | (2,3,2,3,3) |  |
| 3    | Doug Wyer        | Sheffield Tigers  | 13 +2 | (3,3,3,2,2) |  |
| 4    | Peter Collins    | Belle Vue Aces    | 12    | (2,3,3,3,1) |  |
| 5    | John Louis       | Ipswich Witches   | 11    | (2,2,2,2,3) |  |
| 6    | Dave Jessup      |                   | 10    | (1,2,3,2,2) |  |
| 7    | Jim McMillan     |                   | 8     | (3,1,1,3,0) |  |
| 8    | Terry Betts      | King’s Lynn Stars | 7     | (3,1,0,0,3) |  |
| 9    | Bob Kilby        | Oxford Cheetahs   | 5     | (1,0,2,1,1) |  |
| 10   | Ray Wilson       | Leicester Lions   | 5     | (2,1,d,2,0) |  |
| 11   | John Davis       | Oxford Cheetahs   | 5     | (0,2,1,1,1) |  |
| 12   | Dave Morton      | Hackney Hawks     | 4     | (u,2,2,0,0) |  |
| 13   | George Hunter    |                   | 4     | (1,t,0,1,2) |  |
| 14   | Mike Lanham      |                   | 3     | (1,0,0,0,2) |  |
| 15   | Reg Wilson       | Sheffield Tigers  | 3     | (0,1,1,1,0) |  |
| 16   | Chris Pusey      |                   | 2     | (0,0,1,d,1) |  |
|      | rez. John Harrhy |                   | 0     | (0,)        |  |